# 爱斯基摩人

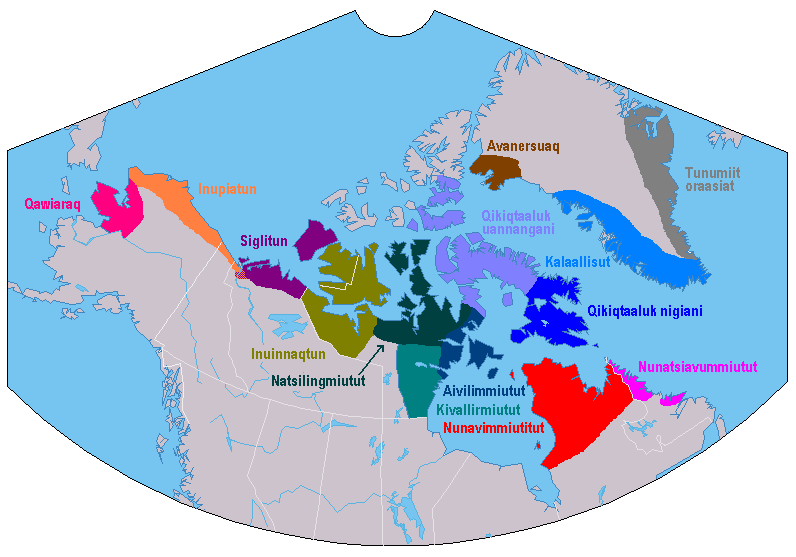
於北極地區各種爱斯基摩語使用者的分佈

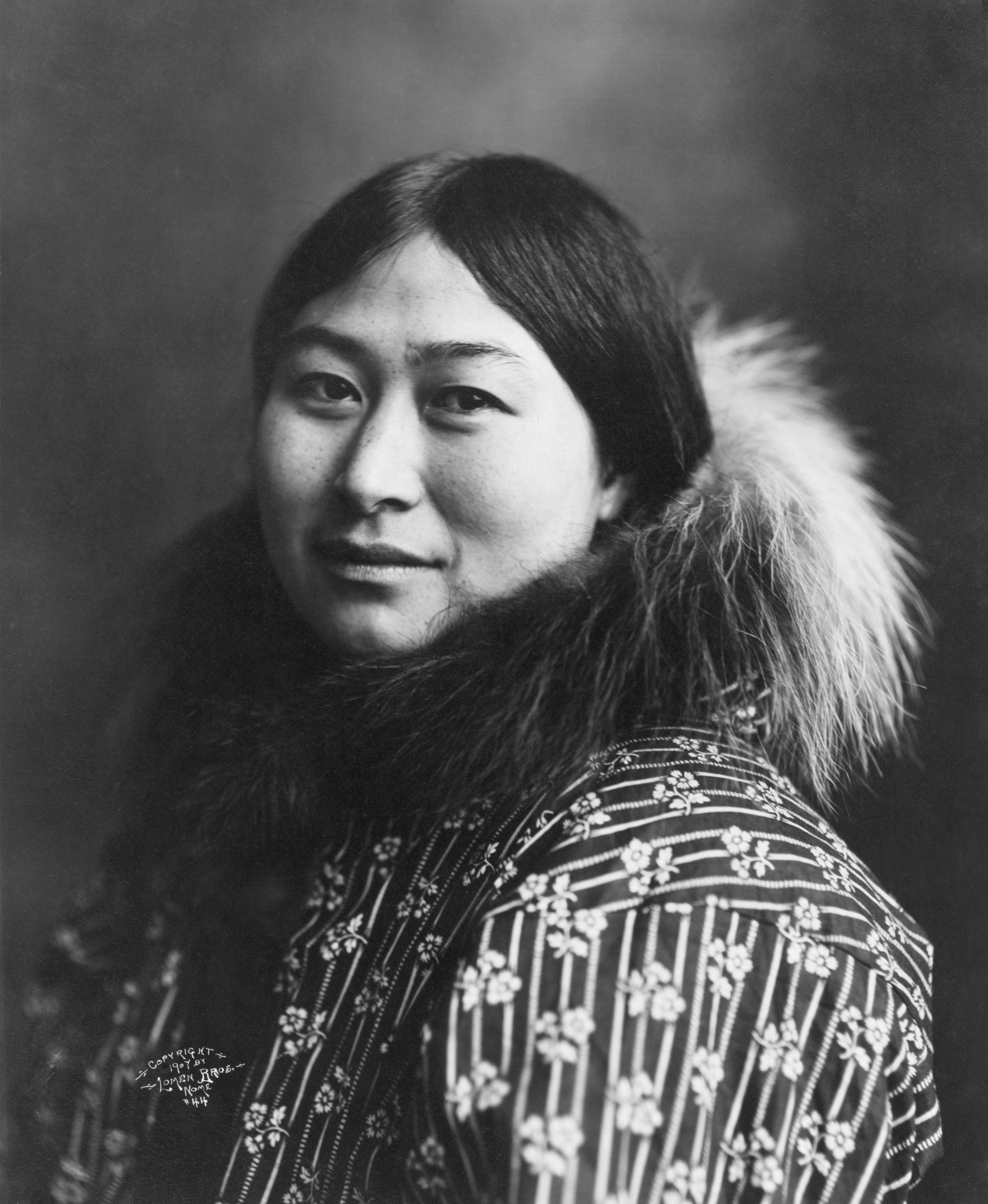
阿拉斯加的因纽特人妇女，1907年

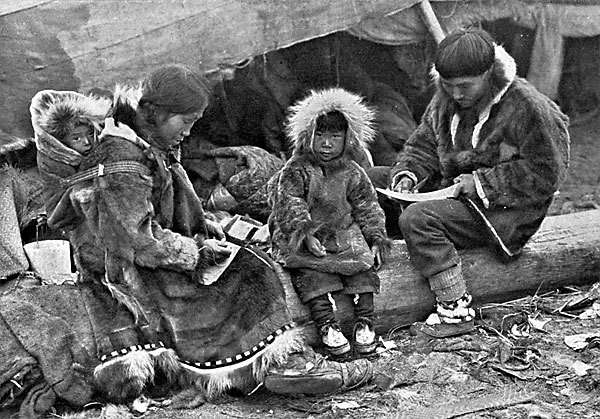
因紐特人家庭，1917年

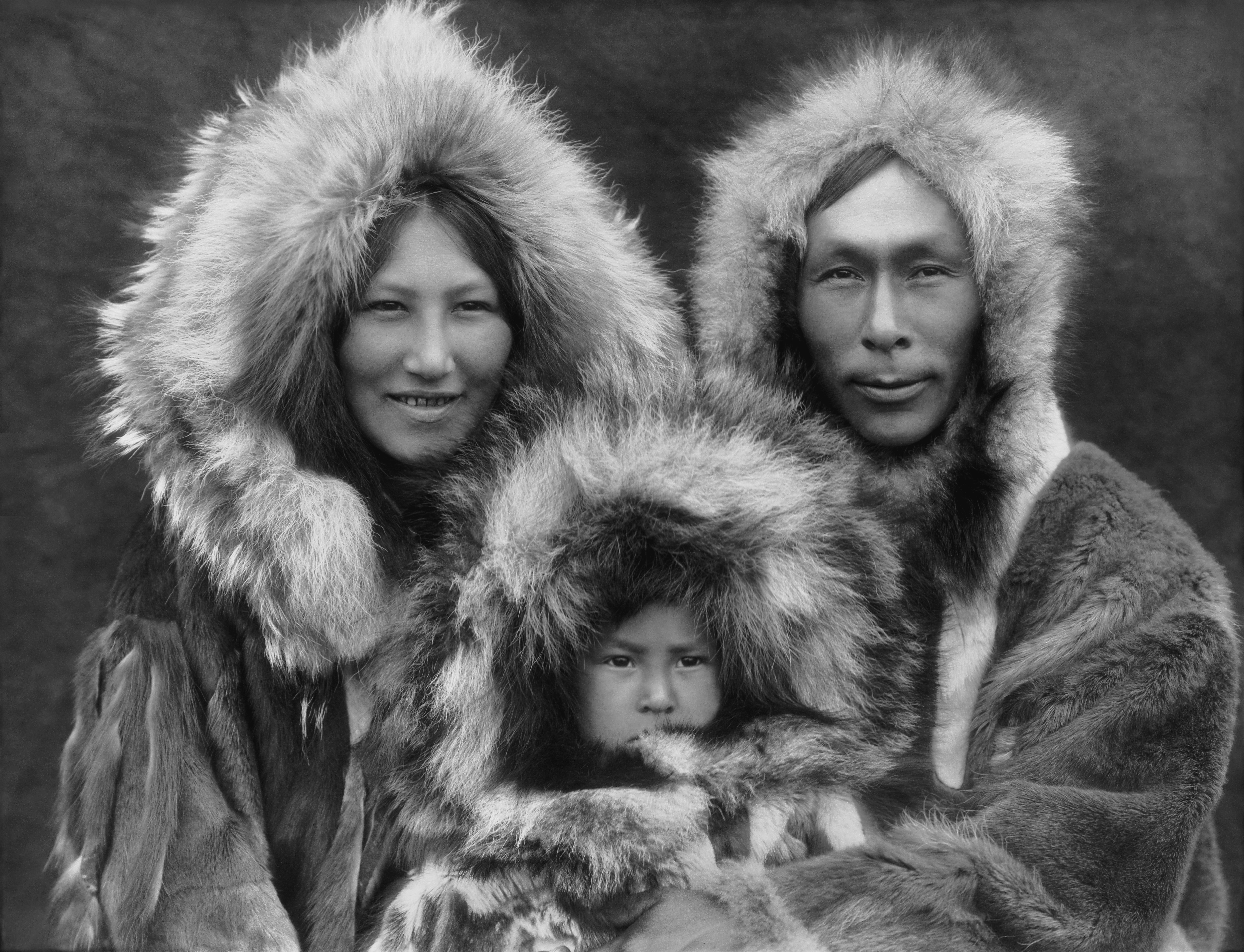
阿拉斯加的因紐特人家庭，1929年

爱斯基摩人（Eskimos 或 Esquimaux）是北美洲北部（包括美国阿拉斯加北部、加拿大和格陵蘭）的因纽特人以及阿拉斯加西部和俄羅斯西伯利亚东北部的尤皮克人的总称，阿留申人与前两种族有一定的亲缘关系。两者使用很相似的语言，均属于爱斯基摩－阿留申语系。

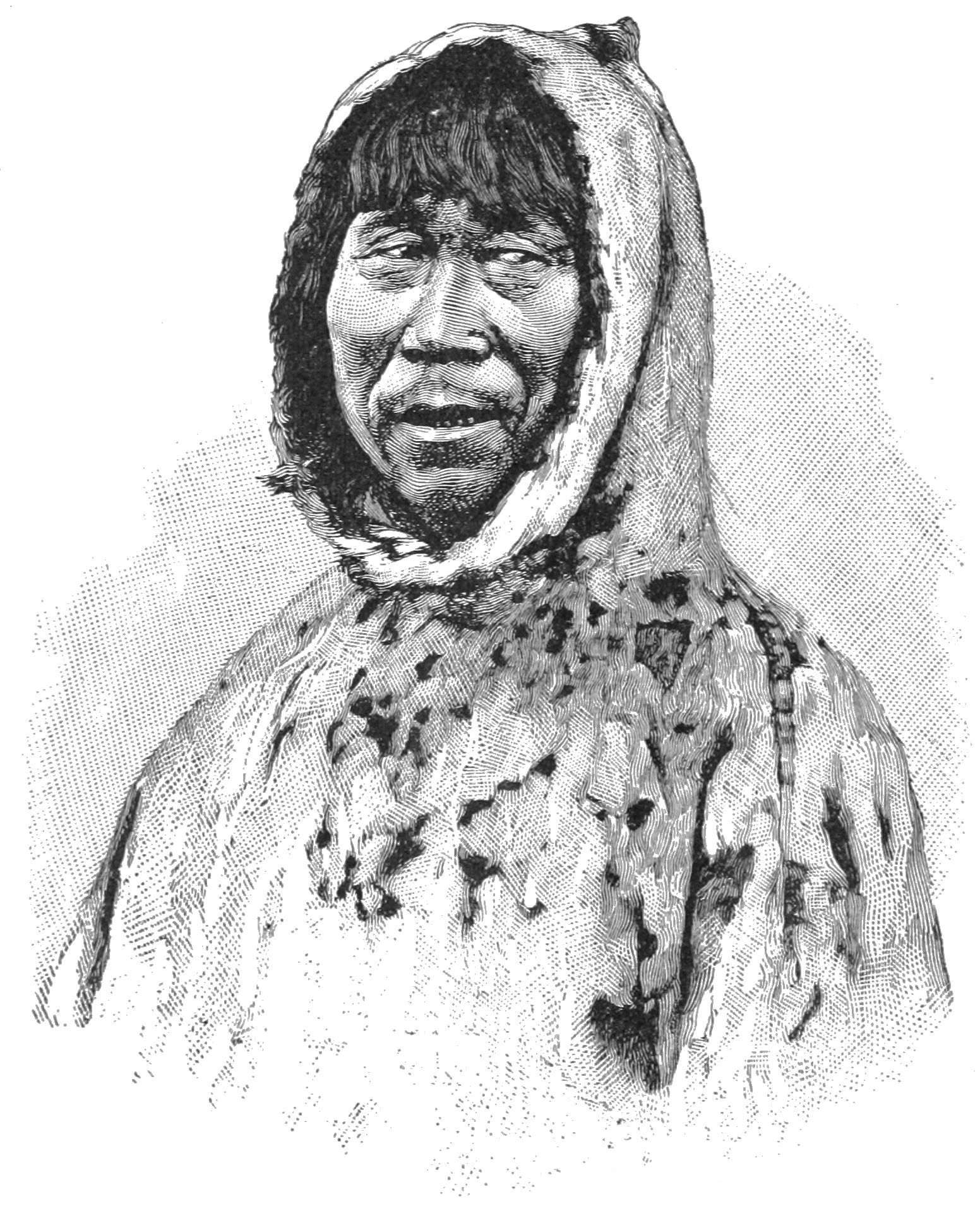
Illustration of a Greenlandic Inuit man

對於愛斯基摩人這個詞的詞源起源，已經假設了各種理論。根據史密森尼語言學家艾夫斯·戈達爾的說法，這個詞在詞源上源於因努-艾蒙語詞ayas̆kimew，意思是「繫雪鞋的人」，與哈士奇有關。 在因努語中，assime·w這個詞的意思是「她繫雪鞋」的意思，因努語使用者以聽起來像「愛斯基摩」的詞來指代鄰近的Miꞌkmaq人。
1978年，魁北克人類學家何塞·邁爾霍特（José Mailhot）發表了一篇論文，認為愛斯基摩人的意思是「說不同語言的人」。在東部地區遇到因努人（蒙塔格奈人）的法國商人將他們語言的詞用於位於更西方的民族，並將其拼寫為Esquimau或Esquimaux。
有些人認為愛斯基摩人具有冒犯性，因為它普遍被認為在原居於大西洋沿岸的印地安族群阿尔衮琴部的語言中代表著「吃生肉的人」。一位不願透露姓名的克里語使用者認為，變得對愛斯基摩人具侮辱性的原始單詞可能是askamiciw（意思是「他生吃它」）;因紐特人在一些克里語文本中被稱為askipiw（意思是「吃生的東西」）。無論如何，這個詞對許多因紐特人和尤皮克人來說仍然帶有貶義。
爱斯基摩人多信万物有灵和萨满教，部分信奉基督教新教和天主教。住房有石屋、木屋和雪屋，房屋一半陷入地下，门道极低。一般养狗，用以拉雪橇。主要从事陆地或海上狩猎，辅以捕鱼和驯鹿。以猎物为主要生活来源：以肉为食，毛皮做衣物，油脂用于照明和烹饪，骨牙作工具和武器。學者爲其語言先后创制了用拉丁字母、基里爾字母和加拿大原住民音節文字書写的文字。
因纽特人的祖先原居於西伯利亞，由於當時介乎於美洲和亞洲之間的白令海峽海床甚淺，使他們可以從海堤上橫渡，发现北美洲，發展成為了美洲原住民之一。
如今所有族群加起來共有超過183000人，其中有135000人生活在傳統的北極圈領地。